# Mary Eaton
Mary Eaton (Norfolk, 29 gennaio 1901 – Hollywood, 10 ottobre 1948) è stata un'attrice statunitense protagonista delle scene musicali di Broadway nelle Follies di Florenz Ziegfeld e di alcuni film, tra cui Noci di cocco (1929) con i fratelli Marx.

## Biografia
Nata a Norfolk, in Virginia, studiò fin da piccola danza a Washington insieme alle sorelle Doris e Pearl. Nel 1911, tutte e tre le sorelle Eaton furono ingaggiate per una messa in scena de L'uccellino azzurro, tratto da Maurice Maeterlinck, allo Shubert Belasco Theatre di Washington. Benché le fosse stata assegnata una piccola parte, quella commedia segnò per Mary Eaton l'inizio della carriera teatrale. Nel 1912 le tre sorelle Eaton, insieme al giovane fratello Joe, apparvero in diverse commedie e melodrammi, conquistandosi una reputazione di bravi professionisti versatili e affidabili, cosa che li lasciò raramente senza scritture.
Nel 1915, Doris e Mary furono le protagoniste di un nuovo allestimento de L'uccellino azzurro, prodotto dai fratelli Shubert. Quando lo spettacolo finì le sue repliche, dietro consiglio degli Shubert, Mary iniziò a studiare balletto con Theodore Kosloff. A New York interpretò Rozello nella prima assoluta di The Royal Vagabond di Anselm Goetzl e George Cohan il 17 febbraio 1919, mentre in ottobre fu nel cast della prima di The Passing Show of 1919 di Jean Schwartz e Sigmund Romberg.

## Filmografia

### Attrice
- Satana (His Children's Children), regia di Sam Wood (1923)
- Broadway After Dark, regia di Monta Bell (1924)
- Two Masters, regia di Edmund Lawrence (1928)
- Le noci di cocco (The Cocoanuts), regia di Robert Florey, Joseph Santley (1929)
- A Ziegfeld Midnight Frolic, regia di Joseph Santley (1929)
- Glorifying the American Girl, regia di Millard Webb (1929)
- We'll Smile Again, regia di John Baxter (1942)

## Spettacoli teatrali (parziale)
- Ziegfeld Follies of 1920
- Ziegfeld Follies of 1921 di Victor Herbert, Rudolf Friml e Dave Stamper (Broadway, 21 giugno 1921) con Fanny Brice, W. C. Fields e Raymond Hitchcock
- Ziegfeld Follies of 1922 (Broadway, 5 giugno 1922 - 23 giugno 1923)
- Ziegfeld Follies of 1923 di Victor Herbert, Louis Hirsch e Dave Stamper (New Amsterdam Theatre, 25 giugno 1923) con la Brice, James J. Corbett, Ann Pennington, Paul Whiteman, Lina Basquette e Dolores Costello
- Kid Boots, di Harry Tierney libretto di William Anthony McGuire e Otto Harbach (Broadway 31 dicembre 1923) con Eddie Cantor
- Lucky di Jerome Kern (New Amsterdam Theatre, 22 marzo 1927) con la Paul Whiteman's Orchestra